# Mooresville (Alabama)
Pour les articles homonymes, voir Mooresville.
Mooresville est une municipalité américaine située dans le comté de Limestone en Alabama. Selon le recensement de 2010, sa population est de 53 habitants.

## Géographie
Mooresville se trouve dans le nord de l'Alabama, à proximité de rives du lac Wheeler. Elle est située au sud d'Athens, le siège du comté, au sud-est d'Huntsville et au nord-est de Decatur.
Selon le Bureau du recensement des États-Unis, la municipalité de Mooresville s'étend sur 0,12 milles carrés (0,31 km2).

## Histoire
La localité doit son nom à William Moore, qui s'y est installé quelques années avant qu'elle ne devient une municipalité en 1818. Mooresville est la plus ancienne municipalité de l'Alabama. Conservant un caractère typique du XIXe siècle, l'ensemble du village est inscrit au Registre national des lieux historiques,.

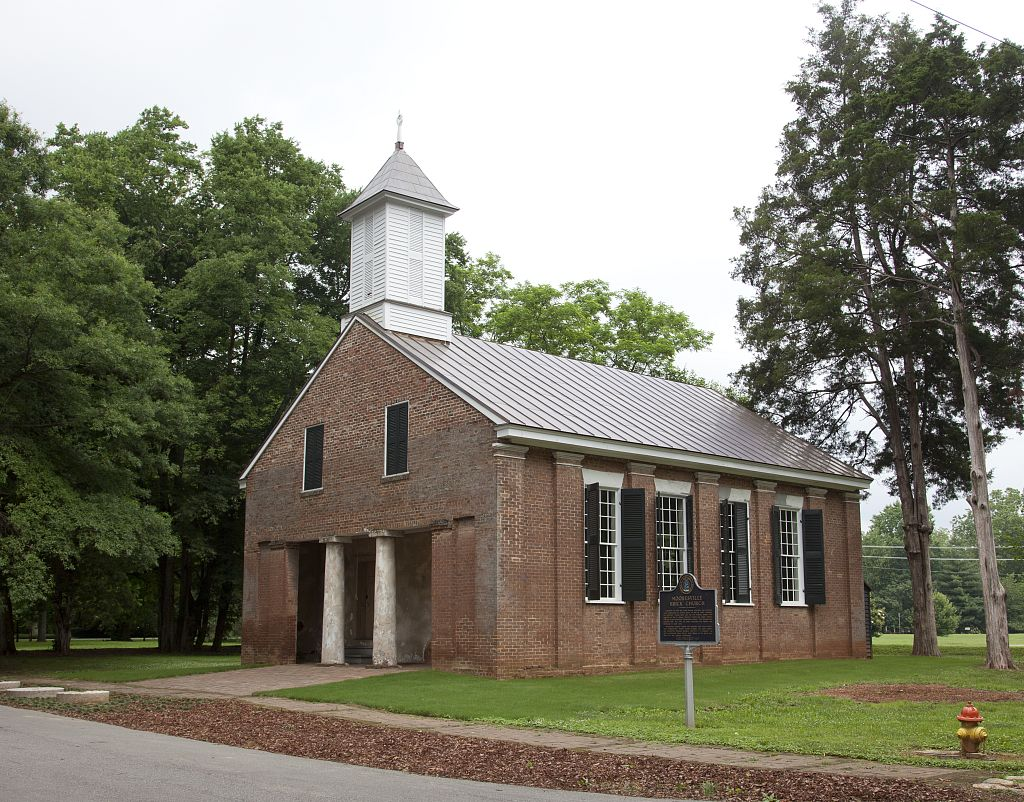
La vieille église de brique.
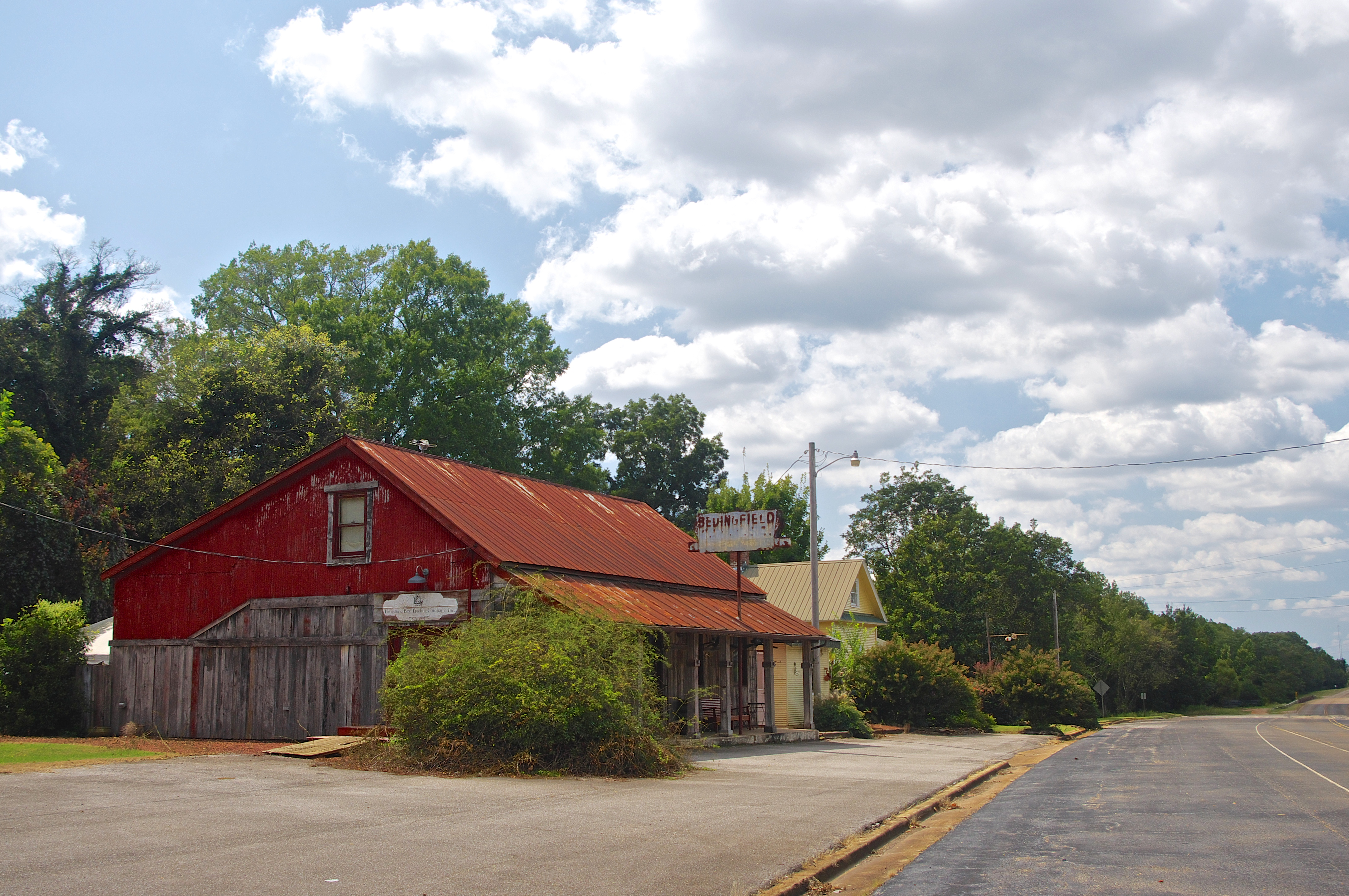
Le magasin général.
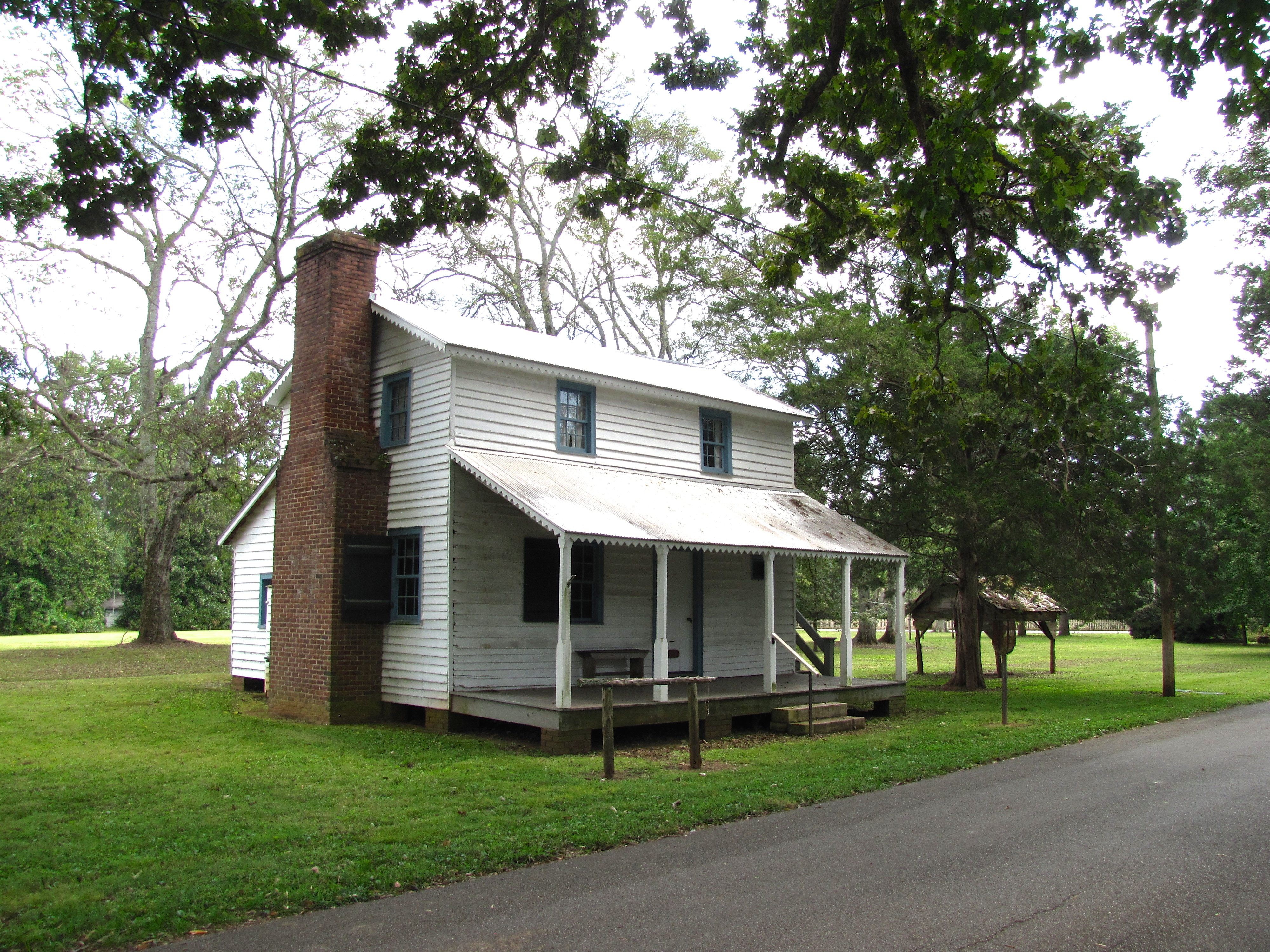
L'ancienne auberge.

## Démographie
| 1870 | 1880 | 1890 | 1900 | 1910 | 1920 |
| ---- | ---- | ---- | ---- | ---- | ---- |
| 165  | 183  | 143  | 150  | 137  | 144  |

| 1930 | 1940 | 1950 | 1960 | 1970 | 1980 |
| ---- | ---- | ---- | ---- | ---- | ---- |
| 114  | 129  | 101  | 93   | 72   | 58   |

| 1990 | 2000 | 2010 | - | - | - |
| ---- | ---- | ---- | - | - | - |
| 54   | 59   | 53   | - | - | - |